# The Woman in the Case (film 1916 Ford)
The Woman in the Case è un film muto del 1916 diretto da Hugh Ford.
La sceneggiatura di Doty Hobart si basa sull'omonimo lavoro teatrale di Clyde Fitch, messo in scena a New York all'Herald Square Theatre di Broadway il 31 gennaio 1905.
Fu il secondo adattamento cinematografico del dramma dopo una versione australiana diretta dal regista teatrale George Willoughby. Sempre con il titolo The Woman in the Case, questo film era stato presentato nelle sale australiane il 3 luglio 1916.
La Famous Players-Lasky Corporation riprese il soggetto affidando la regia del remake, dal titolo The Law and the Woman, a Penrhyn Stanlaws.

## Trama
A Parigi, dove si trova per i suoi studi, Julian Rolfe scopre che Claire, la sua fidanzata, è una prostituta. Amareggiato e con il cuore infranto, la lascia tornando in patria. Qui, il tempo lenisce il suo dolore e lui trova consolazione nella bella e dolce Margaret Hughes con la quale si sposa.
Anche Claire, nel frattempo, si è sposata e proprio con un amico di Julian, Philip, che lui aveva cercato invano di avvertire. Il matrimonio si rivela infelice e Philip si suicida usando la pistola dell'amico. La sua morte misteriosa suscita molte perplessità e Claire ne approfitta per indirizzare i sospetti su Julian che viene arrestato. Margaret, che Claire non conosce di persona, si finge sua amica e "donna di vita", in modo da indurla a confidarsi con lei. Il suo piano ha successo e, con la confessione di Claire, la dolce ma determinata Margaret ottiene la scarcerazione di Julian e la sua riabilitazione.

## Produzione
Il film fu prodotto dalla Famous Players Film Company.

## Distribuzione
Distribuito negli Stati Uniti dalla Paramount Pictures, uscì nelle sale cinematografiche il 6 agosto 1916. Il film venne riedito il 25 maggio 1919. In Francia, fu distribuito l'8 luglio 1921 con il titolo L'Amour et la Haine.

### Conservazione
Il film è stato ritenuto a lungo perduto: una copia - originariamente in cinque rulli - è stata ritrovata mancante di una bobina. La pellicola in nitrato viene conservata negli archivi del Nederlands Filmmuseum di Amsterdam.